# Val Kalende
Val Kalende es una activista LGBTI de Uganda. Tras declararse lesbiana en 2003, se involucró en el activismo LGBTI de Uganda.

## Trayectoria
En 2003, Kalende se declaró lesbiana, lo que llevó a su familia cristiana a romper sus vínculos. Cuando estudiaba en la Universidad de Makerere de Kampala, cofundó la primera organización de activistas lesbianas del país, Freedom & Roam Uganda. Semanas después de la introducción de la Ley contra la Homosexualidad de 2014, que castigaba la homosexualidad con cadena perpetua, Kalende aceptó ser entrevistada sobre su sexualidad en un reportaje de portada para la revista nacional de noticias The Daily Monitor. En 2012, tras diez años de actividad en Uganda, en una entrada del blog de  Huffington Post, reveló cómo "salir del armario" como lesbiana le causó ser víctima de abusos verbales, alienación, abandono cuando era adolescente y quedarse sin hogar a una tierna edad.
Becaria de la Comisión Internacional Gay y Lesbiana de Derechos Humanos, investigó la forma de organizarse y la estrategia puesta en práctica por cada movimiento LGBT africano, y cómo las ONG internacionales pueden apoyar su labor. Además, se manifestó a favor de una narrativa equilibrada entre la victimización y las historias positivas de asertividad (como la actividad de presión de Victor Mukasa, fundador de Sexual Minorities Uganda (SMUG), en las oficinas consulares estadounidenses). Esta declaración no fue bien recibida ni siquiera entre los compañeros activistas. Consideraba que, a pesar de la atención internacional y de responsabilizar a los líderes, eso enfrentaba a la comunidad con sus compatriotas. Por ello quería reforzar la colaboración entre los activistas y la sociedad civil en las cuestiones de derechos humanos.
En agosto de 2018, en el canal cristiano local Salt TV, Kalende emitió una declaración pública en la que afirmaba que ya no era lesbiana. Sin embargo, tiempo después reconoció que negar la propia orientación sexual era una forma de autolesión. Lo que había que hacer era aceptar el hecho de ser lesbiana y evangélica. 